# Pseudarmadillo nanus
Pseudarmadillo nanus är en kräftdjursart som beskrevs av Juarrero och de Armas 1999. Pseudarmadillo nanus ingår i släktet Pseudarmadillo och familjen Delatorreidae. Inga underarter finns listade i Catalogue of Life.